# B2B Jewelry
B2B Jewelry (Бі-Ту-Бі Джу́велрі) — фінансова піраміда та марка, під якою працює мережа магазинів ювелірного заводу «Шарм», який розташований в Ладижині Вінницької області. З'явилася влітку 2018 року.
27 серпня 2020 року СБУ заблокувала діяльність організації. 4 вересня засновника піраміди Миколу Гонту було взято під домашній арешт. Проте офіційні магазини мережі, станом на 10 вересня, все ще продовжували функціонувати.

## Діяльність
Піраміда діє подібно до «схеми Понці» (названої на честь афериста Чарльза Понці). У закладах B2B Jewelry за покупку ювелірних виробів обіцяють поступово повернути більше їхньої повної вартості (кешбек) розміром 104 %. Виплата кешбеку обіцяна рівними частинами, всього 52 виплати за рік. При цьому, вартість ювелірних виробів у магазинах B2B Jewelry значно перевищувала вартість аналогічних виробів у інших ювелірних магазинах (срібні вироби продавалися за ціною золотих).
Окрім ювелірних виробів, схема також пропонує придбати сертифікат, «забезпечений» золотом чи сріблом, який має вищу дохідність — 260−416 % на рік. Попри продаж «сертифікатів», B2B Jewelry офіційно не надає фінансових послуг і не підпадає під нагляд державних фінансових регуляторів України (Нацкомфінпослуг, Нацкомісія з цінних паперів і Нацбанк). Покупки сертифікатів офіційно оформлюють як благодійні внески, зокрема на користь Благодійного фонду «Зимородок».
Оплати у магазинах B2B Jewelry при покупці сертифікатів здійснювалися лише готівкою у трьох валютах — гривні, доларах США та євро. Фіскальний чек при цьому не видавався.
B2B Jewelry пропонує своїм вкладникам формувати мережу із 23 рівнями від новачка і до діаманта. За кожного нового вкладника, в залежності від свого рівня, очільник такої мережі буде отримувати від 8 до 19 % від вкладу новачка.
Засновник піраміди — Микола Гонта, власник ювелірного заводу «Шарм». За даними Генпрокуратури і податкової служби, співвласники B2B Jewelry підозрюються в ухиленні від сплати податків в особливо великих розмірах, і використанні схеми виведення готівки через фіктивний благодійний фонд.

## Історія піраміди
Восени 2019 року почалося агресивне розширення піраміди з відкриттям численних магазинів у багатьох регіонах України.
У грудні 2019 року генпрокуратура заблокувала рахунки «благодійного» фонду пов'язаного з B2B Jewelry. У той час фінансовий моніторинг виявив, що гроші з рахунку відправляють ФОПам як «фінансову допомогу на розвиток бізнесу». Однак, арешт був задіяний лише місяць: адвокати Миколи Гонти подали клопотання про зняття арешту, а прокурори до суду не прийшли. Відтак арешт було знято.
У кінці березня 2020 року припинилися виплати вкладів нібито через карантин, введений для боротьби з поширенням коронавірусу. 1 квітня 2020 року Євген Грушовець, член «Асоціації правників України», подав заяву до поліції про вчинення кримінального правопорушення через припинення виплат за його «сертифікатом» (посилаючись на ст. 190 «Шахрайство» Кримінального кодексу України).
13 квітня 2020 року засновник піраміди Микола Гонта повідомив про заснування партії «Живіть в достатку».
28 травня 2020 року біля магазину піраміди у Харкові зібралися вкладники. Керівництво магазину привезло тітушок, які прокололи шини в чотирьох автомобілях, припаркованих біля магазину. Пізніше правоохоронці опечатали магазин. 10 вкладників звернулися до поліції і тому відкрили справу про шахрайство.

### Обшуки СБУ та арешти

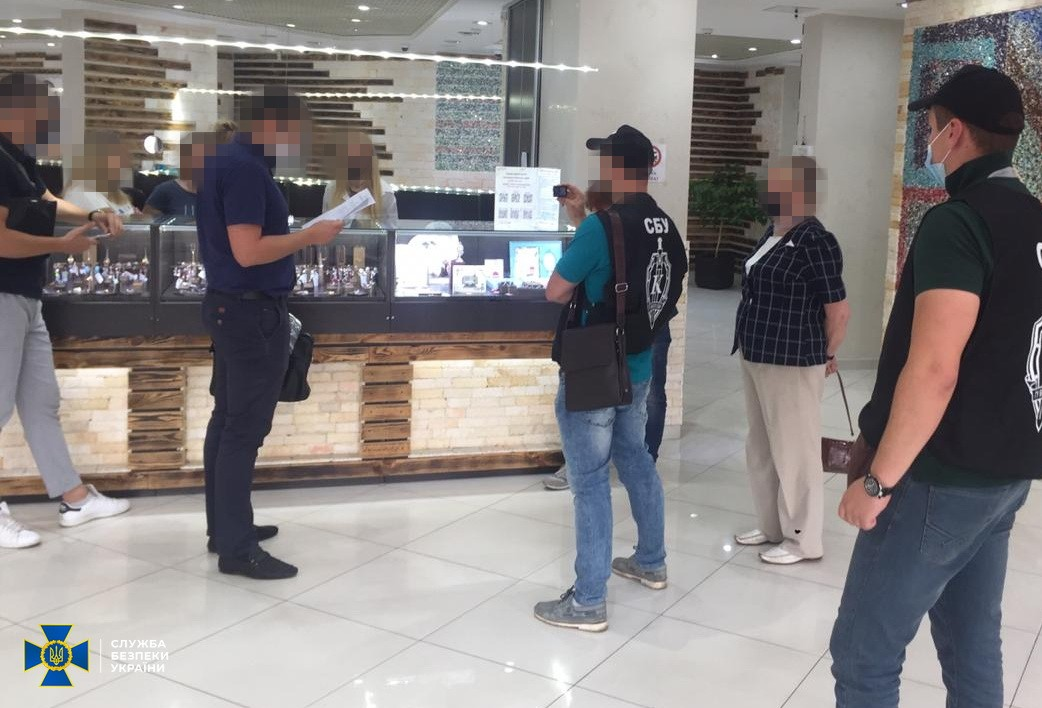
СБУ проводить обшук в одному з магазинів B2B Jewelry

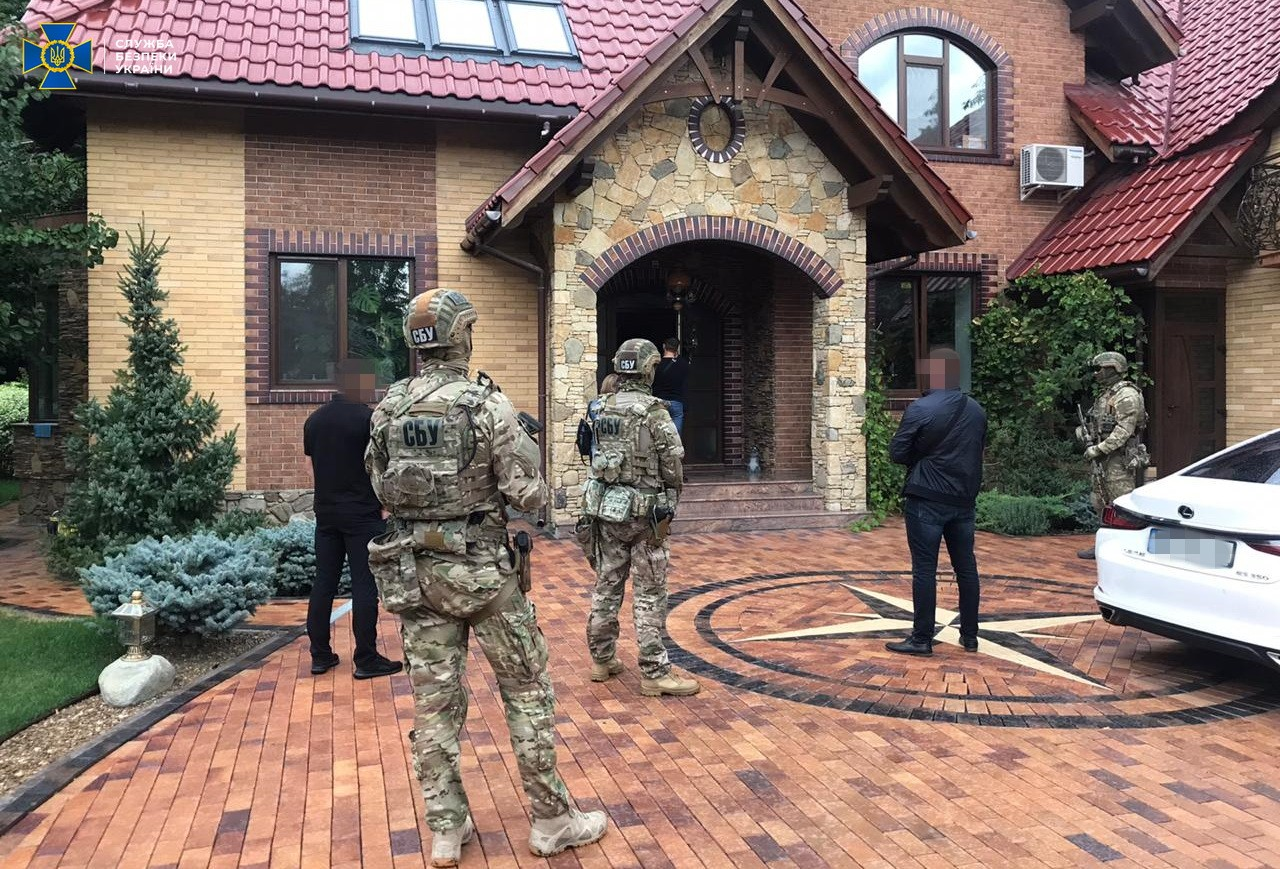
СБУ проводить обшук в одного з організаторів B2B Jewelry

27 серпня 2020 року Служба безпеки України заблокувала діяльність B2B Jewelry. За інформацією СБУ, до організації фінансової оборудки причетні понад 20 фізичних осіб, задіяно більше ніж 100 підконтрольних юридичних осіб. Вкладниками піраміди стали понад 600 тисяч громадян. Орієнтовний обсяг коштів, привласнених та легалізованих злочинним угрупуванням через придбання елітного рухомого та нерухомого майна, інвестування в підконтрольний бізнес, становило більше ніж 250 мільйонів доларів США. На кошти вкладників було придбано 18 елітних позашляховиків вартістю понад 100 000 доларів кожен.
Фігурантам оголошено підозру у вчиненні кримінальних правопорушень, передбачених ч.3 ст. 28 («Вчинення злочину групою осіб, групою осіб за попередньою змовою, організованою групою або злочинною організацією»), ч.2 ст. 222 («Шахрайство з фінансовими ресурсами»), ч.3 ст. 209 («Легалізація (відмивання) доходів, одержаних злочинним шляхом») Кримінального кодексу України.
30 серпня 2020 року Комітет по фінансовому моніторингу Міністерства фінансів Республіки Казахстан повідомив, що було призупинено діяльність В2В Jewelry у місті Алмати. За фактами діяльності В2В Jewelry ведеться досудове розслідування за статтею 217 3 п. 2 («створення і керівництво фінансовою (інвестиційною) пірамідою, групою осіб за попередньою змовою із залученням грошей чи іншої власності у великих обсягах»). Щодо підозрюваного зловмисника було обрано запобіжний захід «утримання під вартою».
4 вересня 2020 року засновника піраміди Миколу Гонту було взято під домашній арешт в якості запобіжного заходу.
Станом на 4 вересня 2020 року офіційні магазини мережі все ще продовжували функціонувати.
Станом на липень 2021 року офіційні магазини мережі все ще продовжували функціонувати.